# پلیفلیا
شهر پلیفلیا (به روسی: Пљевља) در کشور مونته‌نگرو واقع شده‌است. جمعیت این شهر ۲۱٫۳۷۹ نفر  است.